# Omiodes demaratalis
Omiodes demaratalis là một loài bướm đêm thuộc họ Pyralidae. Nó là loài đặc hữu của the Niihau, Kauai, Oahu, Molokai, Maui và Hawaii.
The larvae feed nhiều loại cỏ khác nhau như Panicum species (bao gồm Panicum purpurascens và Panicum torridum), Sporobolus virginicus, Digitaria pruriens và Paspalum conjugatum. Chúng cuộn lá làm tổ. Ấu trùng phát triển đầy đủ dài 22–25 mm và có màu xanh cỏ.
Nhộng dài 12 mm và có màu rất nâu tối. Quá trình hóa nhộng mất 12 ngày.

## Hình ảnh

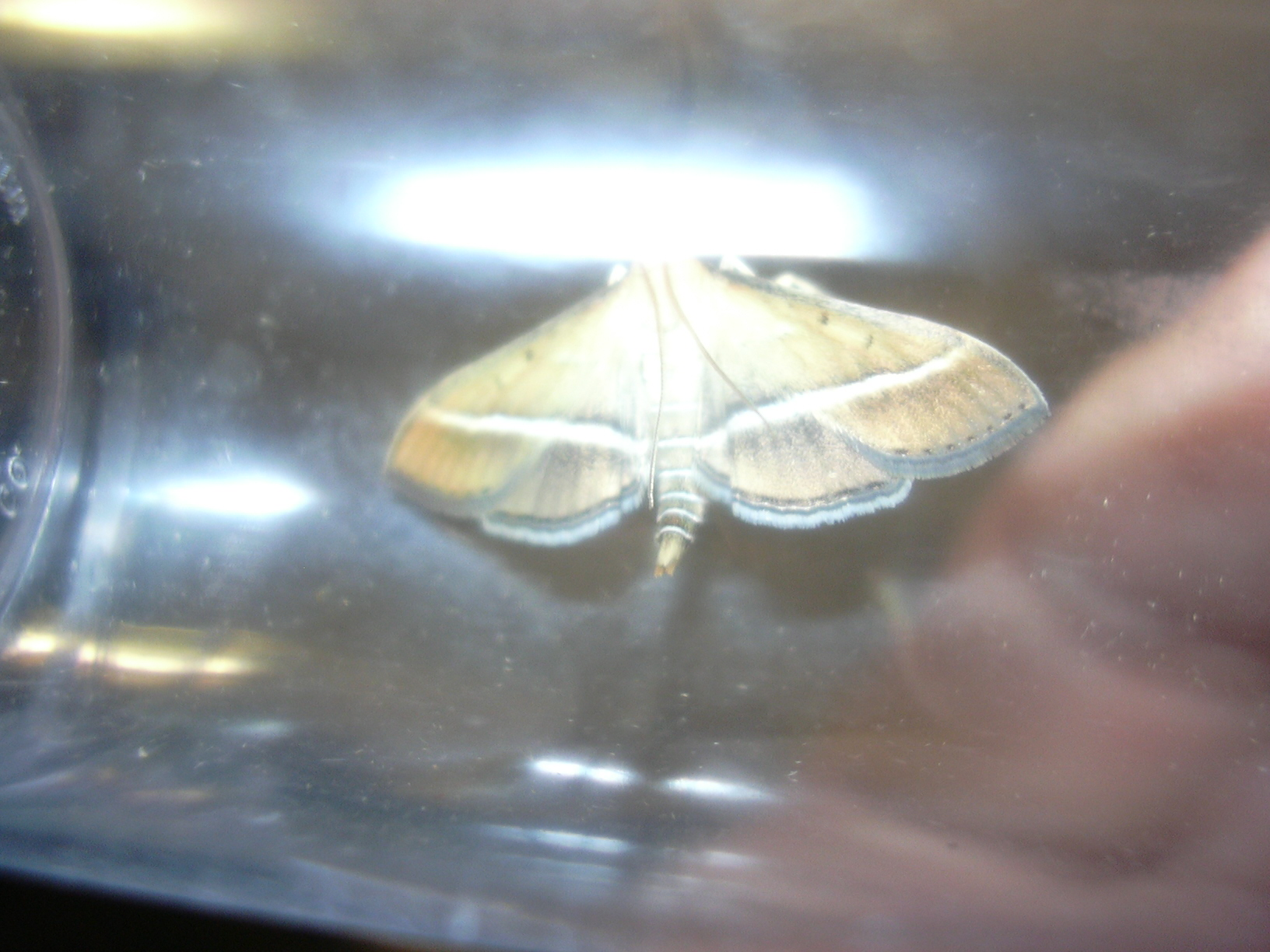
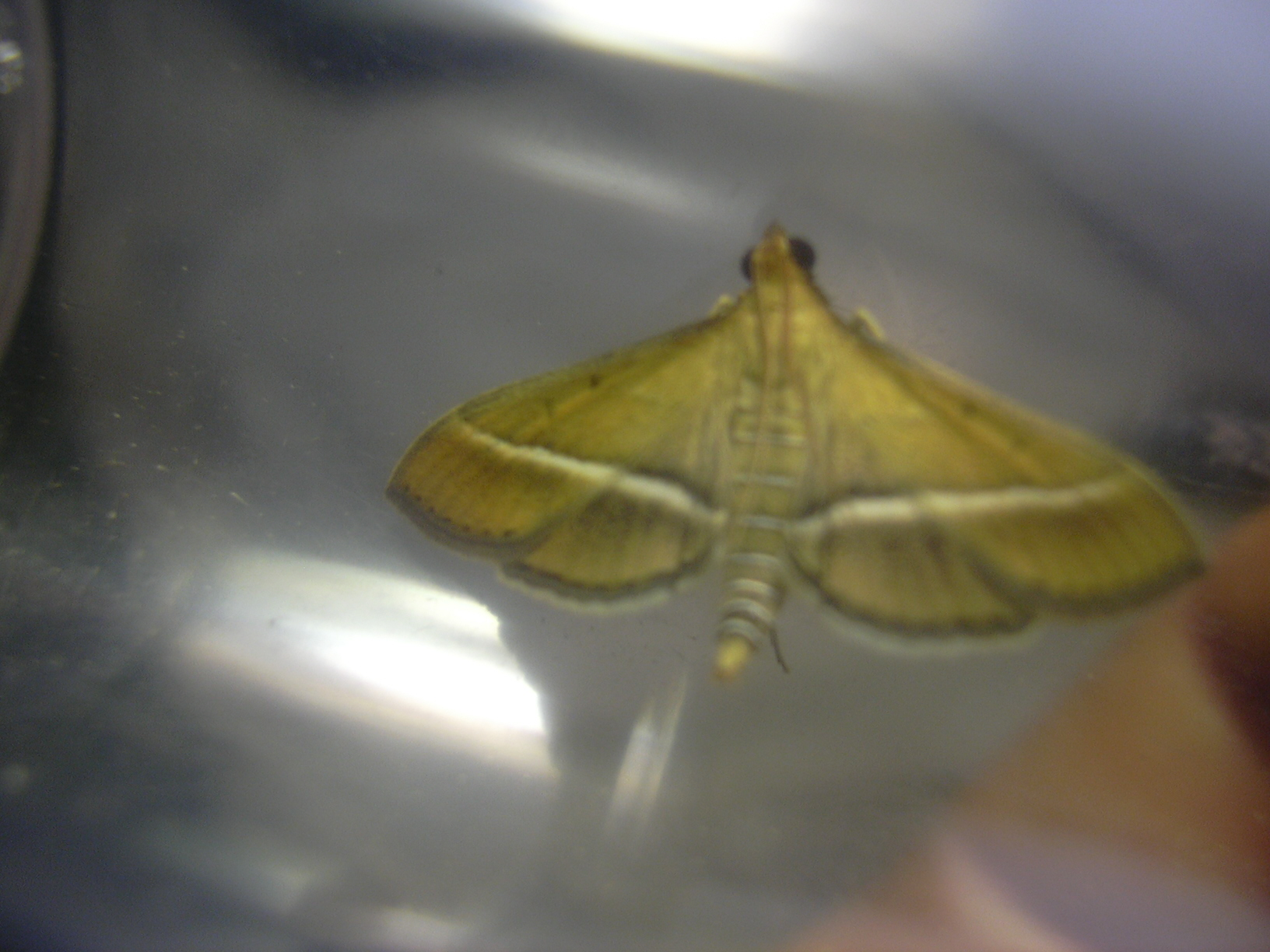
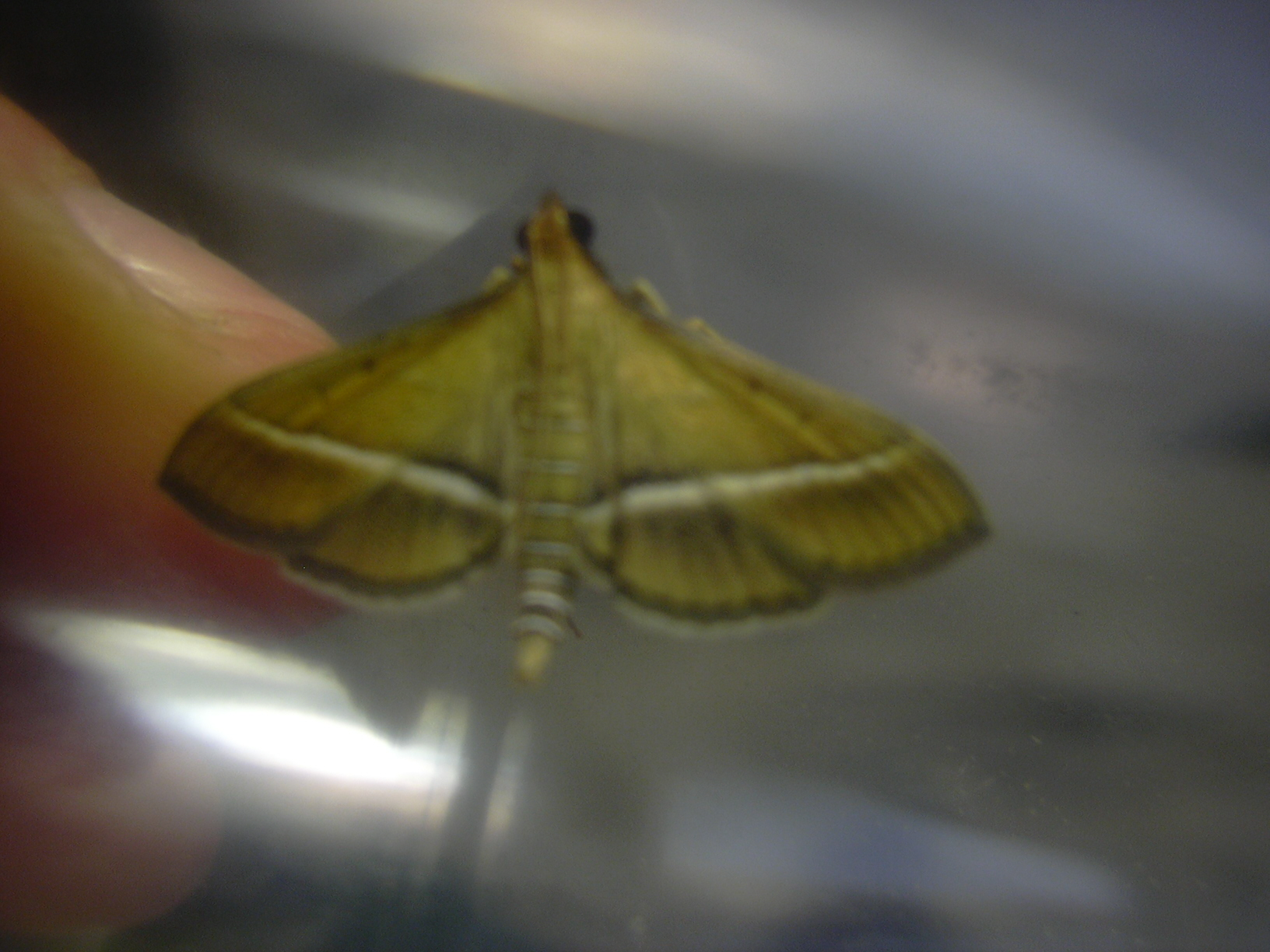